# Bushbury (parish)
Bushbury var en civil parish fram till 1934 då den blev en del av Brewood och Featherstone, i grevskapet Staffordshire, i England. Denna civil parish var belägen 19 km från Stafford och hade 1 097 invånare år 1931.